# Agence pour la Reconstruction
L'Agence de reconstruction (復興庁, Fukkō-chō) est une agence du gouvernement japonais créée le 10 février 2012 pour coordonner les activités de reconstruction liées au tremblement de terre et au tsunami de Tōhoku en 2011 et à la catastrophe nucléaire de Fukushima.

## Mission
Selon le « Rôle de l'Agence de reconstruction », l'agence doit :
1. Planifier, coordonner et mettre en œuvre la politique nationale de reconstruction ; 
2. Assumer la responsabilité d'un point de contact unifié, d'une assistance, etc. auprès des organismes publics locaux.